# Charlotte County (Florida)
Charlotte County is een county in de Amerikaanse staat Florida.
De county heeft een landoppervlakte van 1.796 km² en telt 141.627 inwoners (volkstelling 2000). De hoofdplaats is Punta Gorda.